# Clash of the Champions XXV
Clash of the Champions XXV fu la venticinquesima edizione dell'omonimo evento in pay-per-view; si svolse il 10 novembre 1993 presso la Bayfront Arena di Saint Petersburg (Florida).

## Evento
Nel main event Ric Flair schienò Big Van Vader ma l'arbitro ribaltò successivamente la decisione sancendo la vittoria di Flair per squalifica perché Vader aveva accidentalmente messo KO l'arbitro. Di conseguenza, Vader mantenne il titolo.

## Risultati
| N. | Risultati                                                                                            | Stipulazione                                                   | Durata |
| -- | --- | -------------------------------------------------------------- | ------ |
| 1  | Rick Rude (c) vs. Road Warrior Hawk terminò in doppio countout                                       | Single match                                                   | 05:23  |
| 2  | The Shockmaster sconfisse The Equalizer                                                              | Single match                                                   | 02:29  |
| 3  | Lord Steven Regal (c) (con Sir William) sconfisse Johnny B. Badd                                     | Single match per il WCW World Television Championship          | 06:33  |
| 4  | Steve Austin (con Col. Robert Parker) sconfisse Brian Pillman                                        | Single match                                                   | 09:12  |
| 5  | Dustin Rhodes (c) sconfisse Paul Orndorff (con The Assassin)                                         | Single match per il WCW United States Heavyweight Championship | 11:57  |
| 6  | The Nasty Boys (Jerry Sags & Brian Knobbs) (c) (con Missy Hyatt) sconfissero Sting & Davey Boy Smith | Tag team match per il WCW World Tag Team Championship          | 08:30  |
| 7  | Ric Flair sconfisse Vader (c) (con Harley Race) per squalifica                                       | Single match per il WCW World Heavyweight Championship         | 09:24  |